# Muztagh Tower
Muztagh Tower lub Muztagh ("Lodowa Wieża") - szczyt o wysokości 7273 m n.p.m. w pasmie Baltoro Muztagh w łańcuchu Karakorum. Leży w północnym Pakistanie. Północna ściana szczytu ma wysokość, według różnych źródeł, 1800-2200 metrów. Ściana północno-wschodnia ma 2000 metrów wysokości.
Muztagh Tower stał się sławny po tym jak Vittorio Sella sfotografował go w 1909 r. w czasie wyprawy na K2. Zdjęcie to było mylące, gdyż Sella stał w miejscu, z którego K2 i Muztagh nałożyły się na siebie, przez co Muztagh Tower wydawał się znacznie wyższy. Jednak to zdjęcie zainspirowało, prawie 50 lat później, w 1956 r., dwie ekspedycje do wyścigu na szczyt. Obie ekspedycje przekonały się, że rzeczywistość jest inna niż wynikało to ze zdjęcia Selli. Brytyjska ekspedycja: John Hartog, Joe Brown, Tom Patey i Ian McNaught-Davis, przeszła przez lodowiec Chagaran i dotarła na szczyt 6 lipca, 5 dni przed ekspedycją francuską: Guido Magnone, Robert Paragot, André Contamine i Paul Keller.